# هنري إي. بربور
هنري إي. بربور (بالإنجليزية: Henry E. Barbour)‏ هو محامي وسياسي أمريكي، ولد في 8 مارس 1877 في الولايات المتحدة، وتوفي في 21 مارس 1945 في نفس البلد. حزبياً، نشط في الحزب الجمهوري. وقد انتخب عضو مجلس النواب الأمريكي.